# Tanjung Siantar
Tanjung Siantar is een bestuurslaag in het regentschap Indragiri Hilir van de provincie Riau, Indonesië. Tanjung Siantar telt 998 inwoners (volkstelling 2010).